# Sveti Ubald
Sveti Ubald (1084. – 1160.) bio je biskup Gubbije.

## Životopis
Rodio se u talijanskoj plemićkoj obitelji njemačkog porijekla 1084. godine. Kao dijete ostao je bez roditelja te ga odgajao stric koji mu je prenio kršćanske vrijednosti. Kao mladić provodio je vrijeme u tamošnjem samostanu te je 1114. zaređen za biskupa te je dobio mjesto kanonika u Gubbiju. 1129. godine papa Honorije II. zaredio ga je biskupa Gubbije te je Ubald mogao pomagati potrebitima poput siromasima i bolesnicima. Kada je rimsko-njemački car Fridrik I. Barbarossa 1155. godine krenuo u pohod na Italiju, Sveti Ubald je spasio Gubbio od Fridrikova razaranja i pustošenja. Preminuo je 16. svibnja 1160. godine, a papa Celestin III. ga je 4. ožujka 1192. proglasio svetim.

## Štovanje
Talijanski grad Gubbio ga je, jer ga je Sveti Ubald spasio od razaranja, proglasio svojim zaštitnikom, a postoji i bazilika posvećena njemu. Od 13. stoljeća u gradu se održava i svečana procesija u kojoj se tri hrasta u obliku kule, trčeći nose kroz ulice grada. Sveti Ubald također je zaštitnik djece, zidara i klesara, a zazivaju ga kod autizma, živčanih bolesti, neuralgije, raznoraznih opsesija, epilepsije i glavobolje.